# جنائن معلقة
جنائن معلقة هو فيلم درامي كوميدي من إنتاج عام 2022، شارك في تأليفه وإخراجه أحمد ياسين الدراجي، وهو من إنتاج عراقي-فلسطيني-سعودي-مصري-بريطاني مشترك. عُرض الفيلم لأول مرة في الدورة الـ79 لمهرجان البندقية السينمائي، وكان أول فيلم عراقي يُختار في مهرجان البندقية. حاصل على جائزة أفضل فيلم في مهرجان البحر الأحمر السينمائي الدولي لعام 2022. ومُرشح لنيل جائزة الأوسكار لأفضل فيلم.

## ملخص
يعمل الشقيقان طه وأسعد في جمع المعادن والبلاستيك من مكب نفايات شهير يسمى (جنائن بابل المعلقة) في بغداد، وعندما يعثر أسعد على دمية مطاطية مهملة ويقرر امتلاكها، تتسبب الدمية في وضع علاقة الأخوين.

## طاقم التمثيل
- وسام ضياء
- جواد الشكرجي
- حسين محمد جليل
- أكرم مازن علي

## روابط خارجية
- جنائن معلقة على موقع IMDb (الإنجليزية)
- جنائن معلقة على موقع قاعدة بيانات الأفلام العربية
- جنائن معلقة على موقع قاعدة بيانات الفيلم (الإنجليزية)
- جنائن معلقة على موقع ليتربوكسد (الإنجليزية)